# Slomšekovo rojstvo
Slomšekovo rojstvo je drama Mihe Lendovška iz leta 1900. Drama se dogaja na Ponikvi in na Slomškovem domu v noči med 25. in 26. novembrom leta 1800.

## Osebe
- Deklamator
- Marina, stara vdova
- angeli
- boter
- botra
- babica
- dva pevska zbora

## Vsebina
Stara Marina, dobra in izkušena žena, ne more spati, navdaja jo čuden nemir, zato opolnoči vstane, da bi videla, kaj se godi. Zagleda tri mogočne bliske, na Boču, Donački gori in Pohorju, in tri Vile, ki se dvignejo z vrhov in poletijo proti Ponikvi, kjer na Slomu še gori luč. Marina ve, da so to rojenice, ki se pojavijo le vsakih tristo let – blagor detetu, ki se rodi tisto noč! In glej, nad Slomškovo hišo se odpira nebo, na streho sedajo angeli, oblečeni v belo, modro in rdečo opravo. Beli drži v rokah liro in napove, da bo Slomšek s petjem budil svoj rod; modri drži zlate bukve in pero, simbol bodočega učitelja, ki se bo trudil za omiko in domači jezik; rdeči nosi škofovsko kapo in palico, Slomšek bo pastir svojemu narodu, kot ga ni bilo od Sv. Cirila in Metoda. Nebeški zbori zapojejo Slomšku slavo: Bog ga je poslal, da bi otel narod pogina, izdrl vragu prelepo štajersko deželo, da ostane slovenska. Dokler bo živel naš rod, se bo zvesto držal Slomškovih naukov: Naprej, zastava slave, na boj, junaška kri, za vero, dom, cesarja naj srce nam gori! Marina je presunjena, navsezgodaj že hiti k cerkvi, kjer so pravkar krstili ponoči rojeno dete. Solzna od veselja ga poljubi: zdaj rada umrje, iz nebes bo gledala spolnitev čudežnih napovedi. Deklamator se zahvaljuje Bogu, da je narodu dal Slomška, ki se je neutrudno gnal za blagor očetnjave in čast majke Slave. Slava, slava! Prizor se zaključi z vzpodbudnimi kiticami iz pesmi Koseskega Kdo je mar?